# Bílov (okres Nový Jičín)
Bílov (v místním nářečí Bílovo, německy Bielau; ve starých listinách psán jako Bělov či Byelow) je obec v okrese Nový Jičín v Moravskoslezském kraji. Žije zde 606 obyvatel. Bílov je situován jako obec na kopci, který je osídlen směrem k jihu. Stejný letopočet má ve štítě dům č.p. 1, což je budova fojtství.

## Geografie
Vznik obce nelze přesně datovat. Podle nálezů z různých míst na katastru obce, kdy byly nalezeny předměty z mladší doby kamenné (hlíněná cívka, broušené a štípané kamenné nástroje tzv. pazourky). Lze usoudit, že toto území byl osídleno lidmi, kteří žili na nedalekém území Štramberka – Šipka (jeskyně). Obec patří do území přírodního parku Oderské vrchy.

## Název
Jméno obce bylo odvozeno od majitele obce, tedy jím mohl být člověk, který se jmenoval Bilo nebo Biel (Běl).

## Historie
První písemná zmínka o obci pochází z roku 1329, kdy je v latinsky psaných dokumentech uveden název obce ve tvaru Below, od roku 1517 pak v současném tvaru Bílov.

Obec patřila do majetku rodu pánů z Kravař. V roce 1316 získal Vok I. z Kravař od krále Jana Lucemburského Fulnek a k tomu Klimkovice a Bílovec. Dalšími majiteli byli jeho synové, bratři Jan I. řečený Jašek z Kravař a Drslav z Kravař. V tomto období zesnul rychtář Rudlin, vdova Bořislava získala fojství jako dědičné.
| „                                         | Dne 16. dubna 1329, Jan z Kravař, nejvyšší komorník olomoucký, spolu s bratrem Drslavem dává Bořislavě, vdově po svém fojtu v Bílově Rudlinovi, rychtu s příslušenstvím v Bílově místo dvou lánů v Skrbeni (Pohořílkách), jež Rudlin do své smrti držel. | “ |
| — Listina - Augustiniáni kanovníci Fulnek | |   |

V roce 1389 založil Beneš z Kravař a Krumlova ve Fulneku klášter zákoníků svatého Augustýna. V roce 1391 daroval Lacek z Kravař a Helfštejna tomuto klášteru obec Bílov a Starou Ves. V roce 1421 si vzal Jan z Kravař Anežku, dceru Přemka Opavského a nechal ji zapsat statky Fulnecko-Bílovské.
Za husitských válek se zde vystřídalo několik majitelů. Jedním z nich byl Vaněk Třicátník z Vojetína a po něm jeho syn Jan Třicátník, ten až do roku 1480. Po nich pak Jan ze Žerotína a jeho syn Bernart z Žerotína do roku 1520, kdy po soudním sporu museli panství vrátit. Od 16. století byla obec opět součásti Fulneckého kláštera sv. Augustýna. Po jeho zrušení v roce 1784 se obec stala součásti Pustějovského panství.
V 19. století byl na jižním konci vystavěn hospodářský dvůr znám jako Blücherův dvůr (německy Blücherhof). Místně označován jako Dolní dvůr, Spodní dvůr. Ten byl součásti majetku Gebharda II. Blüchera z Wahlstadtu. Souřadnice 49°42'52.0"N 17°59'27.9"E. Dnes již neexistuje.
Součástí Bílova byla do roku 1947 osada Labuť (německy Wipplarsdorf).

### Sudety
Obec náležela do územního celku Sudety s převahou obyvatel s česky psaným příjmením. Seznam obyvatel z roku 1590 byl: 15 s českým příjmením, 13 s německým, jeden byl neurčen. Nejstarší pozemková kniha z let 1656–1707, která byla vedena do roku 1682 česky.
Mezi léty 1610–1621 byl poměr Čechů a Němců obyvatel vyvážený, tedy 50:50. Mnoho rodin bylo jistě smíšených a se znalostí obou jazyků. Fojtství byly převážně v českém držení. Na počátku 18. století došlo k posílení německého vlivu ze strany území Kravařska.
Při sčítání lidu 15. února 1921 bylo:
| obec           | jména osad           | počet osob | počet domů | bytové strany |
| -------------- | -------------------- | ---------- | ---------- | ------------- |
| Bílov (Bileau) | Bílov (Bileau)       | 742        | 103        | 169           |
|                | Labuť (Wipplarsdorf) | 122        | 21         | 32            |
| CELKEM         |                      | 864        | 124        | 201           |

Po osvobození 2. května 1945 a odsunu německého obyvatelstva, byla obec osídlena českými obyvateli hlavně z Bílovecka, Valašska, Jablunkovsko a ze Slovenska.

### Obec 1948-1989
Většina dosídlených obyvatel našla uplatnění v zemědělských podnicích (JZD Bílov , Státní statek Bílovec , Velkovýkrmny Velké Albechtice), v bíloveckém podniku Koh-i-noor, průmyslových podnicích ve Fulneku, Odrách a Ostravě.

### Místopis
V obci je řada míst, která jsou po staletí známá a slouží jako identifikační body v krajině:
- Drgův kopec, tzv. Drgač, vedoucí od kostela k domu č.p. 75
- Les Hubleska (1720–1793 Oblaska, 1829–1844 Ubleska), leží severně od obce
- Les Kaní Hůra (od roku 1622 Kanehura), leží východně od centra obce
- Les Buš, leží severovýchodně od centra obce
- Bártkův rybník, tzv. Bartkáč, je dnes soustava dvou rybníků
- Skalka, lokalita bývalého lomu
- Pískovna,[19]

## Obyvatelstvo
| Rok            | 1869 | 1880 | 1890 | 1900 | 1910 | 1921 | 1930 | 1950 | 1961 | 1970 | 1980 | 1991 | 2001 | 2011 | 2021 |
| -------------- | ---- | ---- | ---- | ---- | ---- | ---- | ---- | ---- | ---- | ---- | ---- | ---- | ---- | ---- | ---- |
| Počet obyvatel | 736  | 726  | 698  | 756  | 768  | 726  | 805  | 595  | 594  | 545  | 542  | 475  | 539  | 575  | 594  |
| Počet domů     | 107  | 120  | 110  | 114  | 136  | 139  | 161  | 152  | 128  | 121  | 122  | 138  | 148  | 156  | 168  |

Věková struktura obyvatel obce Bílov roku 2011
Rodinný stav obyvatel obce Bílov roku 2011
Vzdělání obyvatel obce Bílov roku 2011

## Obecní správa
Mezi lety 1850–1976 Bílov byl obcí v okrese Opava (1869–1890), poté v okrese Bílovec (1900–1950) a později v okrese Nový Jičín. Od 1. dubna 1976 do 31. prosince 1992 patřil jako část města k Bílovci a od 1. ledna 1993 je opět samostatnou obcí. Obecní znak vychází z pečetidla, které je datováno k roku 1706.

### Obecní symboly
Znak a vlajka byly obci uděleny rozhodnutím předsedy Poslanecké sněmovny Parlamentu České republiky dne 26. listopadu 1999.

## Společnost
V obci je řada možností pro společenské a kulturní využití, včetně přístupu k orgánům samosprávy. Přehled lze nalézt i na obecní mapě.

### Školství
Vznik školy je doložen k roku 1605. Do konce 18. století se vyučovalo v domě č.p. 34. Na počátku 19. století byla postavena nová škola s č.p. 99 (dnes mateřská škola). Počátkem 20. století, tedy v roce 1900, byla postavená jednopatrová škola č.p. 5 (tzv. německá škola). Od roku 1926 byla zřízena v jedné z budov statku jednotřídní česká škola. V roce 1927 se výuka přesunula do budovy č.p. 99. Vedle sebe byly tedy dvě školy – německá v č.p. 5 a česká v č.p. 99.
Po Mnichovské dohodě, přesněji 7. října 1938, byla česká škola uzavřena a učilo se pouze německy. Po odsunu německého obyvatelstva v roce 1945, bylo zahájeno české vyučování. Prvním českým učitelem byl dne 16. června 1945 jmenován Miloslav Kašpar Pilich (* 7. února 1902, Chudobín u Litovle č.p. 31 tj. budova školy, jeho otec Jan Pilich byl nad-učitel v Chudobíně). Od roku 1945 byla škola tzv. dvojtřídka, kdy v jedné třídě se učili žáci 1. a 3. ročníku, a v další třídě 2. a 4. ročníku.
Základní škola byla zrušena k 31. lednu 2018, rozhodnutím ZO obce.
V obci je také mateřská školka.

### Víceúčelové sportovní zařízení Bílov
V roce 2014 bylo dostavěno víceúčelové sportovní zařízení s hřištěm, tenisovým kurtem s umělým povrchem.

### Vodní nádrž Hubleska
Nedaleko cesty Bílovec – Fulnek byla vystavěna vodní nádrži jménem Hubleska, která slouží místnímu rybářskému spolku.

### Další vybavenost
- Knihovna [30]
- Kulturní dům [31]
- Dům s pečovatelskou službou [32]
- Prodejna potravin firmy Coop

### Obecní spolky
- Spolek rybářů[33]
- Myslivecké sdružení[34]
- Klub motorkářů Motobaňok[35]
- Fotbalový klub Bílov[36]
- Do roku 1989 byl v obci také TJ Sokol a hasičský spolek, založený na počátku 20. století[37]

## Doprava
Územím obce prochází tyto komunikace:
- Dálnice D1 s exitem 335-Butovice a silnice I/47 v úseku Fulnek–Bílovec.
- Silnice I/47, která se s dálnicí spojuje v silnici II/464, která dále pokračuje na Studénku.
- Silnice III/46421 Bílov–Pustějov.

## Pamětihodnosti

### Fojství
První dům v obci byl vždy rychta (při zahájení číslování domů v roce 1771 dostala číslo 1), nebo také fojství. V opavských zemských deskách je Bílov zapsán s privilegiem na fojství z roku 1572. Známými fojty v obci byli členové rodu Schenků (česky Šenků), kteří nechali před kostelem vysadit lípu.

### Církevní památky

#### Kostel svatého Vavřince
Kostel sv. Vavřince byl původně dřevěnou stavbou. V kostele je zvon s latinským nápisem pochází z roku 1495. V letech 1709–1731 byla dřevěná stavba nahrazena kamennou. V roce 1733 byla postavena věž. V roce 1771 byl rozšířen a zvednut o jedno patro. V roce 2012 došlo k rekonstrukci střechy věže.
Kolem kostela byl hřbitov. V roce 1915 byl zakoupen pozemek za obcí poblíž lesa, který je znám jako Buš. Za dob socialismu, byl hřbitov zlikvidován (kříže a náhrobky byly zbořeny, hroby byly zavezeny vrstvou zeminy). Od kostela byla možnost sejít na hlavní cestu, po kamenných schodech. Průchod je zazděn, zůstaly jen schody.
V kostele je dřevěný betlém, který je instalován vždy na období Vánočních svátků.

#### Fara
První fara byla v obci zřízena za působení probošta Tomáše Šilera (†1624), kdy obce Bílov, Stará Ves a Pustějov zakoupily selský dvůr a udělaly z něj faru. V roce 1814 byla v obci vystavěna nová fara s číslem popisným 100. Stála hned vedle domu rychtáře (fojtství) s číslem popisným 1. Dnes na tomto místě stoj dům č.p. 98.
Farářem v obci po roce 1910 byl Emil Pilich (* 29. srpen 1881, Chudobín u Litovle č.p. 31 tj. budova školy, jeho otec Jan Pilich byl nadučitel v Chudobíně). Na faře mu byla hospodyní jeho sestra Františka Maria Pilchová (* 14. únor 1895). Provdána dne 4. leden 1919, za Františka Schenka (* 21. březen 1891, Bílov č.p. 1, rychta). Manželství bylo bezdětné.
Dnes bohuslužby zajišťuje Farnost Bílovec.

#### Boží muka
Boží muka se nacházení na silničním tahu Bílovec–Fulnek, při sjezdu do obce.

#### Kamenné kříže
- Kříž u kostela svatého Vavřince.[43]
- Kříž na silniční tahu Bílovec–Fulnek.[43]
- Kříž u autoservisu (poblíž domu č.p. 159).[43]

#### Morový sloup
Morový sloup z roku 1549 se nachází na horním konci obce.

#### Mnišské sklepy
Pod budovou č.p. 123 (bývalá hospoda) se nachází staré sklepy datované do počátku 16. století, byly součásti Fulneckého kláštera sv. Augustýna.

### Mlýny
V obci bylo několik mlýnů, z nichž se dochovaly pouze mlýnské kameny, které jsou poblíž Božích muk.

### Památník obětem válečných konfliktů
V první světové válce padlo celkem šest obyvatel Bílova za C. K. mocnářství: Petr Barta ročník 1894, Rudolf Böhm ročník 1884, Josef Brosmann ročník 1892, Josef Domes ročník 1890, Franz Holan ročník 1888, Emil Staněk ročník 1888.
Jeden obyvatel byl příslušníkem Československých legií: Adolf Hekur ročník 1897.
Naproti škole je památník obětem druhé světové války.

### Památné lípy
V obci se nachází dvě památné lípy, které byly vysázeny po ukončení druhé světové války po stranách kříže, který je umístěn u kostela svatého Vavřince.

### Rozhledna
Na katastru obce je postavena rozhledna v lokalitě zvaná Kanihůra. Vyhlídková plošina je umístěna ve výšce 26,25 metru a vede k ní venkovní ocelové schodiště se 137 schody.

### Vila rodiny Massagů
V katastrálním území obce, v lese Hubleska se nachází vila rodiny Mathiase Salchera zakladatele společnosti Massag  (č.p. 111).

### Obecní studny
Na místě, kde je dnes sportovní centrum byl podzemní rezervoár vody pro obec a hospodářské dvory.

## Galerie

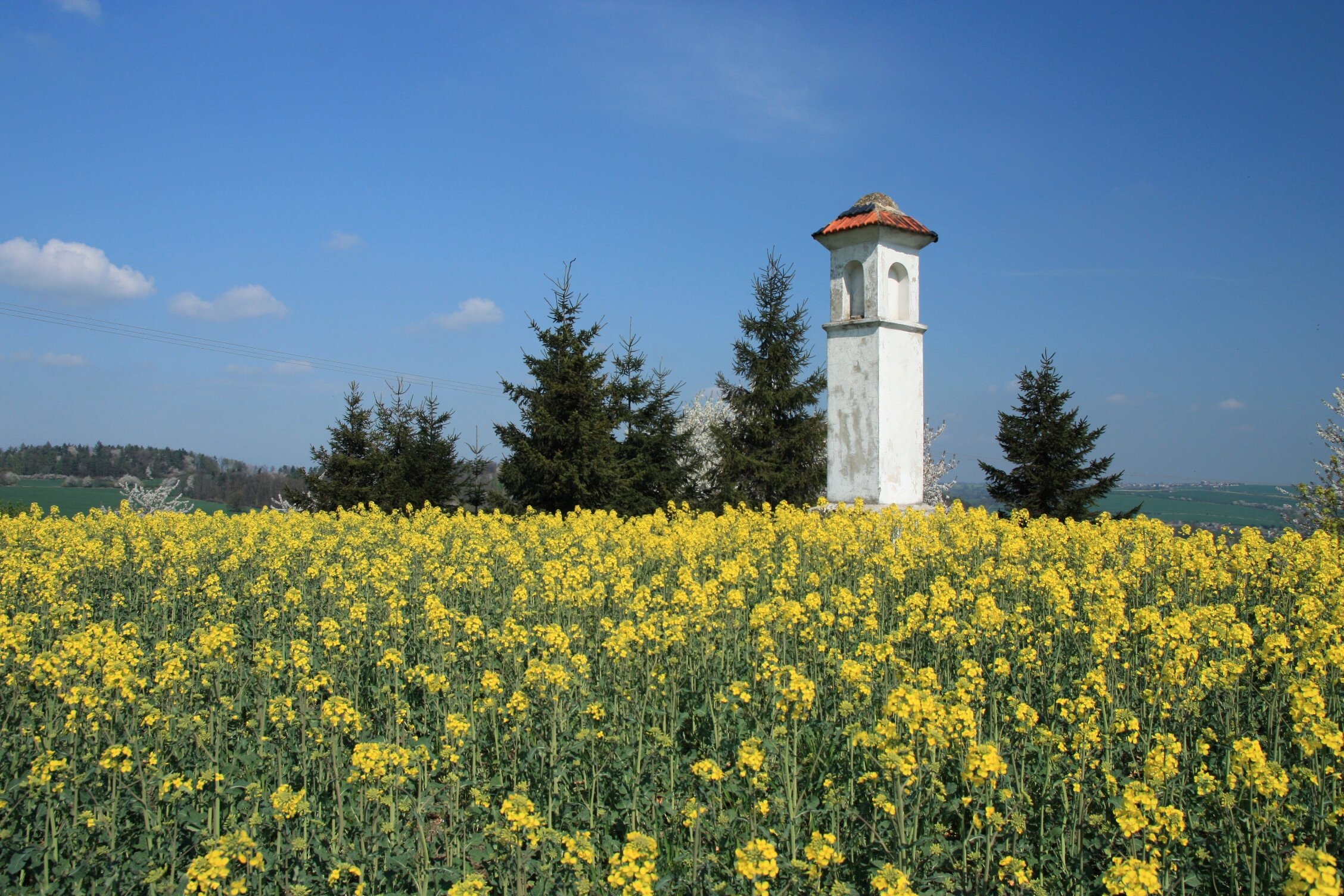
Boží muka
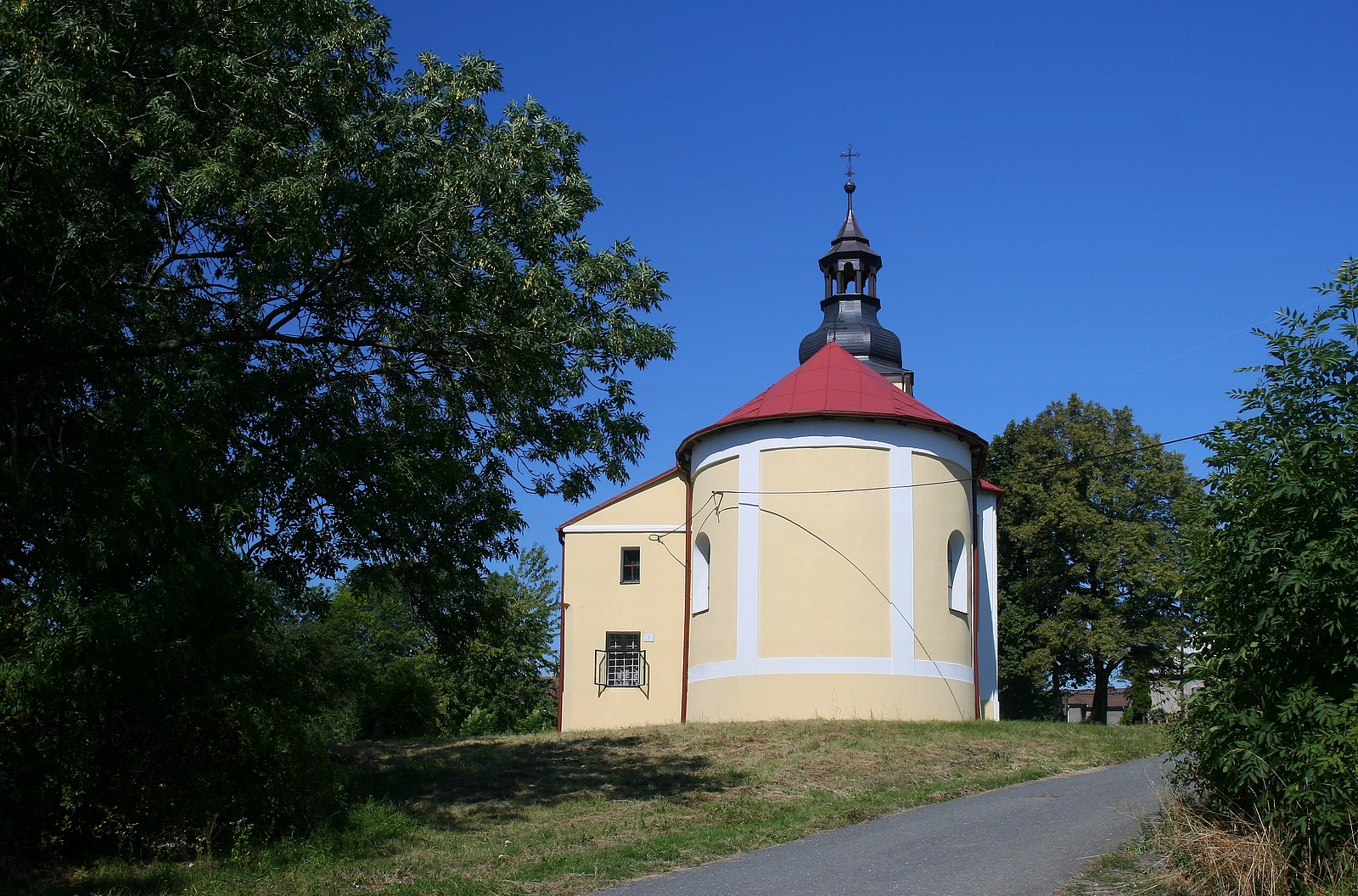
Kostel svatého Vavřince (pohled od Drgova kopce)